# Vělopolí
Vělopolí (in polacco Wielopole, in tedesco Wielopoli) è un comune della Repubblica Ceca facente parte del distretto di Frýdek-Místek, nella regione della Moravia-Slesia.